# 埃尔库埃尔沃
埃尔库埃尔沃，是西班牙阿拉贡自治区特鲁埃尔省的一个市镇。总面积21平方公里，总人口115人（2001年），人口密度5人/平方公里。